# Planchonella grayana
Planchonella grayana är en tvåhjärtbladig växtart som beskrevs av Harold St.John. Planchonella grayana ingår i släktet Planchonella och familjen Sapotaceae. Inga underarter finns listade i Catalogue of Life.